# آلیشا دبنم کری
آلیشا دبنم کری (انگلیسی: Alycia Jasmin Debnam-Carey؛ زادهٔ ۲۰ ژوئیهٔ ۱۹۹۳) یک هنرپیشه اهل استرالیا است.
. او به خاطر نقشش به عنوان فرمانده لکسا، در یک سریال تلویزیونی علمی-تخیلی  به نام ۱۰۰ نفر که از شبکه تلویزیونی سی‌دابلیو پخش میشد معروف شد. او هم چنین در سریال از مردگان متحرک بترسید در نقش آلیشیا ایفای نقش کرده است که توانسته به شهرت برسد..

## فیلمشناسی
- به سوی اهریمن
- (۲۰۱۴)
- دست شیطان (۲۰۱۴)
- به سوی طوفان (۲۰۱۴)
- ۱۰۰ نفر (۱۶–۲۰۱۴)
- از مردگان متحرک بترسید (تاکنون-۲۰۱۵)
- درخواست دوستی (۲۰۱۶)
- یک جدایی خشن(۲۰۱۹)